# Stuart Taylor (1980)

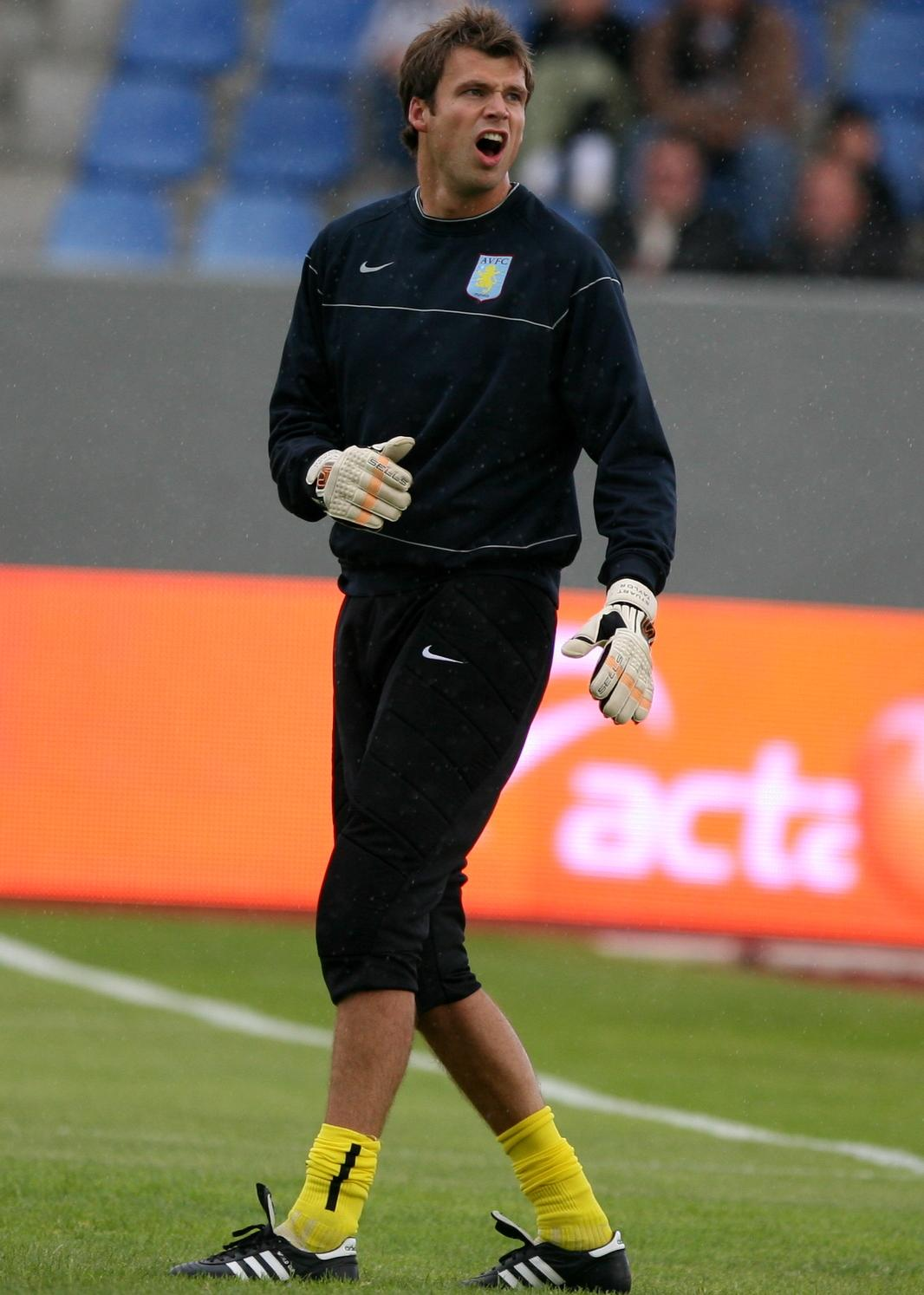
Stuart Taylor

Stuart James Taylor (Romford, 28 november 1980) is een Engels doelman in het betaald voetbal. Hij tekende in juli 2014 een eenjarig contract bij Leeds United AFC, dat hem transfervrij overnam van Reading FC. Hij staat bekend als een reservespeler die tijdens zijn carrière nauwelijks een wedstrijd speelde, hij speelde gedurende zijn carrière slechts 95 wedstrijden, waarvan slechts 10 sinds 2009 en geen enkele sinds 2015. Hij wordt gezien als de professionele voetballer met een langere staat van dienst die het minst vaak speelde in wedstrijden.

## Biografie
Taylor kwam als jeugdspeler in 1997 bij Arsenal te spelen. Hij werd meerdere malen uitgeleend aan onder andere Bristol Rovers, Crystal Palace, Leicester City. Toen hij bij Arsenal speelde was hij vaak tweede of derde keeper maar later maakte hij kans als opvolger van David Seaman , hiervoor had hij concurrentie van Wright en Manninger.
Tijdens seizoen 2003-2004 heeft Taylor niet kunnen spelen wegens een schouderblessure.

## Internationaal
In 1999 speelde Taylor voor Engeland U20 op het wereldkampioenschappen voetbal naast Ashley Cole, Peter Crouch en Andy Johnson. Hij speelde vier keer voor Engeland U21.

## Carrière

### Aston Villa en Cardiff City
In juni 2005 tekende Taylor een contract van vier jaar bij Aston Villa. Hij werd tweede doelman bij Aston Villa want voor de eerste doelman was er een plaatsje voor Thomas Sørensen.
In 2007 stopte hij tijdens een strafschop een bal van Manchester United speler Wayne Rooney. Stuart's laatste wedstrijd voor Villa was in 2008 tegen Odense BK. Op 13 maart 2009 kreeg hij een aanbod om uitgeleend te worden aan Cardiff City. Taylor ging erop in en hij maakte zijn debuut bij Cardiff City tegen Bristol City. Die wedstrijd eindigde in 1-1.

### Manchester City
Op 18 juli 2009 hield hij zijn eerste twee doelpunten tegen voor Manchester City tegen de Zuid-Afrikaanse ploeg Orlando Pirates. Op 23 juni 2009 werdbekend gemaakt dat Taylor een contract voor drie jaar had getekend en tweede keeper werd bij Manchester City werd, achter Shay Given. Jaren later werd hij gezien als derde keeper. Eerste keeper was Joe Hart en tweede doelman was Costel Pantilimon.

### FC Reading
Op 13 juli 2012 werd aangekondigd dat Taylor naar FC Reading ging. Op 2 maart maakte hij zijn debuut tegen Everton tijdens een 3-1-nederlaag. Op 18 november 2013 tekende Taylor een contract waardoor hij werd uitgeleend aan Yeovil Town. Na 2 dagen werd Taylors lening gestopt zonder gevolgen, door persoonlijke redenen die niet bekend zijn gemaakt.

## Erelijst
Arsenal
- FA Premier League: 2001–02
- FA Cup: 2003
- FA Community Shield: 1999, 2002

Manchester City
- Premier League: 2011-12